# Alexander Martinek
Alexander Martinek (* 25. April 1919 in Krems an der Donau; † 13. Februar 1945) war ein österreichischer Fußballspieler.

## Karriere

### Vereine
Martinek, als Hüne von Gestalt beschrieben, galt als einer der talentiertesten und populärsten Torhüter seiner Zeit in Österreich. Er bestritt die Saison 1938/39 zunächst für den Kremser SC in der zweitklassigen Bezirksklasse Ost, ehe er zur Saison 1939/40 vom SC Wacker Wien verpflichtet wurde. Für diesen bestritt er bis Saisonende 1940/41 Punktspiele in der Gauliga Ostmark bzw. in der Saison 1941/42 in Gauliga Donau-Alpenland, in einer von 17, später auf 23 aufgestockten Gauligen zur Zeit des Nationalsozialismus als einheitlich höchste Spielklasse im Deutschen Reich. Mit dem SC Wacker Wien erreichte er am 31. März 1940 das Halbfinale um den Tschammerpokal gegen den SV Waldhof Mannheim, das mit 1:1 n. V. keinen Sieger fand. Das Wiederholungsspiel am 7. April 1940 in Wien endete 2:2 n. V. und erforderte ein drittes Spiel, das in Mannheim nach dem torlosen Unentschieden – ebenfalls nach Verlängerung – per Losentscheid zuungunsten seiner Mannschaft ausfiel; insgesamt bestritt er von 1939 bis 1941 acht Pokalspiele.
Von Juli bis Dezember 1943 kam er als Kriegsgastspieler für den Hamburger SV, anschließend – als Soldat der Wehrmacht im pommerischen Groß Born stationiert – bis Juni 1944 für den Militärsportverein Heeressportverein Groß Born zum Einsatz. Für diesen bestritt er in der Saison 1943/44 Punktspiele und trug somit zur Gaumeisterschaft bei. Durch das Zusammenwirken mehrerer bekannter Fußballspieler, die ebenfalls als Soldaten vor Ort stationiert waren, drang er mit dem Verein bis ins Halbfinale der Deutschen Meisterschaft vor, nachdem er zuvor drei Rundenspiele absolviert hatte. Das Spiel wurde am 4. Juni 1944 in Hannover jedoch mit 2:3 gegen eine andere Militärmannschaft, dem Luftwaffen-Sportverein Hamburg, verloren. Auf das Spiel um Platz 3 am 17. Juni 1944 gegen den 1. FC Nürnberg verzichtete die Mannschaft aufgrund der Kriegssituation.

### Nationalmannschaft
Nachdem er als Spieler der Auswahlmannschaft Ostmark mehrmals zum Einsatz gekommen war, bestritt er sein einziges Länderspiel für die A-Nationalmannschaft Deutschlands am 14. Juli 1940. Das Testspiel in Frankfurt am Main gegen die Nationalmannschaft Rumäniens wurde mit 9:3 gewonnen.

### Nationalsozialismus
Martinek trat 1937 der SS bei.

## Erfolge
- Gaumeister Pommern 1944